# Japanischer Fußball-Supercup 2001
Der japanische Fußball-Supercup 2001 wurde am 3. März 2001 zwischen dem japanischen Meister 2000 Kashima Antlers und dem Kaiserpokal-Finalisten 2000 Shimizu S-Pulse ausgetragen. Das Spiel fand im Nationalstadion in Tokio statt.
| Paarung         | Kashima Antlers – Shimizu S-Pulse |
| Ergebnis        | 0:3 (0:1) |
| Datum           | 3. März 2001 um 14:30 Uhr |
| Stadion         | Nationalstadion, Tokio |
| Zuschauer       | 25.095 |
| Schiedsrichter  | Masayoshi Okada |
| Tore            | 0:1 Masaaki Sawanobori (17.) 0:2 Alex (58.) 0:3 Baron (60.) |
| Kashima Antlers | Daijirō Takakuwa – Akira Narahashi, Yutaka Akita, Seiji Kaneko (68. Tomohiko Ikeuchi), Yoshirō Nakamura (58. Masashi Motoyama) – Yasuto Honda (63. Takeshi Aoki), Kōji Nakata, Mitsuo Ogasawara, Bismarck – Atsushi Yanagisawa, Takayuki Suzuki Cheftrainer: Toninho Cerezo ( Brasilien) |
| Shimizu S-Pulse | Takaya Kurokawa – Toshihide Saitō, Ryūzō Morioka, Takuma Koga – Daisuke Ichikawa, Teruyoshi Itō, Kazuyuki Toda, Masaaki Sawanobori (45. Kōhei Hiramatsu), Alex – Baron, Sotaro Yasunaga (78. Takayuki Yokoyama) Cheftrainer: Zdravko Zemunović ( BR Jugoslawien)                         |
| Gelbe Karten    | Takayuki Suzuki (44.), Seiji Kaneko (57.), Bismarck (59.) – Alex (31.), Takuma Koga (54.), Baron (60.) |

## Supercup-Sieger Shimizu S-Pulse
|  | Shimizu S-Pulse |
|  | - Tor: Takaya Kurokawa - Abwehr: Toshihide Saitō; Ryūzō Morioka; Takuma Koga - Mittelfeld: Daisuke Ichikawa; Teruyoshi Itō; Kazuyuki Toda; Masaaki Sawanobori; Alex; Kōhei Hiramatsu - Angriff: Baron; Sotaro Yasunaga; Takayuki Yokoyama |
|  | Trainer: Zdravko Zemunović |